# Sergey Kirsanov
Sergey Kirsanov (em russo:  Сергій Федорович Кірсанов, Sebastopol, 2 de janeiro de 1963) é um ex-canoísta russo especialista em provas de velocidade.

## Carreira
Foi vencedor da medalha de prata em K-4 1000 m com os seus colegas de equipa Aleksandr Motuzenko, Igor Nagayev e Viktor Denisov em Seul 1988.